# Espaço Cultural José Lins do Rego
O Espaço Cultural José Lins do Rego é um centro de convenções localizado no bairro de Tambauzinho em João Pessoa, capital da Paraíba.
Sede da Fundação Espaço Cultural da Paraíba – FUNESC, o prédio com capacidade para 15 mil pessoas possui uma ampla e diversificada área interna, com dois teatros, cinema, galeria de arte, planetário, auditórios, salas de apoio, mezaninos para exposições e ainda um museu, o Museu José Lins do Rego, que conta com objetos pessoais e biblioteca do autor. Abriga o Arquivo Histórico Waldemar Bispo Duarte, anteriormente denominado Arquivo Histórico da Paraíba.
Sua inauguração data de 1982 e é obra do arquiteto Sérgio Bernardes.